# Georgina Orellano
Georgina Orellano (Morón, 28 de julho de 1986) é uma prostituta de rua, feminista e ativista pelos direitos das trabalhadoras do sexo argentina. Em março de 2014, foi eleita Secretária Geral Nacional da Associação de Mulheres Meretrizes da Argentina (AMMAR).

## Percurso laboral e sindical

### Início do trabalho sexual e entrada na AMMAR
Georgina nasceu numa família peronista da classe trabalhadora. Apesar de ter nascido em Morón, passou a infância em Presidente Derqui. Começou a trabalhar na prostituição com 19 anos, quando era ama dos filhos de uma prostituta, e a sua empregadora lhe propôs acompanhá-la para atender um cliente. Deixou de exercer quando foi mãe, mas voltou a trabalhar esporadicamente aos 23 anos, regressando de novo ao trabalho sexual a tempo inteiro aos 25 anos. Nesse momento, começou a relacionar-se mais com as suas colegas, dando-se conta de que muitas compartilhavam problemas similares, referentes à sua condição de mães solteiras, ao pagamento de contas, ou à dupla vida que eram obrigadas a levar como prostitutas, entre outros.
Em 2010, Georgina começou a militar na AMMAR. Nesse mesmo ano, um cliente abusivo, presidente da associação de moradores local, começou a exercer pressão para expulsar as prostitutas do bairro em que trabalhava Georgina. Dado que nessa altura as prostitutas do lugar eram obrigadas pelo polícias da zona a entregar parte de seus rendimentos para que as deixassem trabalhar livremente, não sentiram que dizesse sentido denunciar o cliente; para além disso, muitas trabalhadoras temiam que a sua condição de prostitutas se tornasse pública, com todo o estigma social que isso acarretaria.

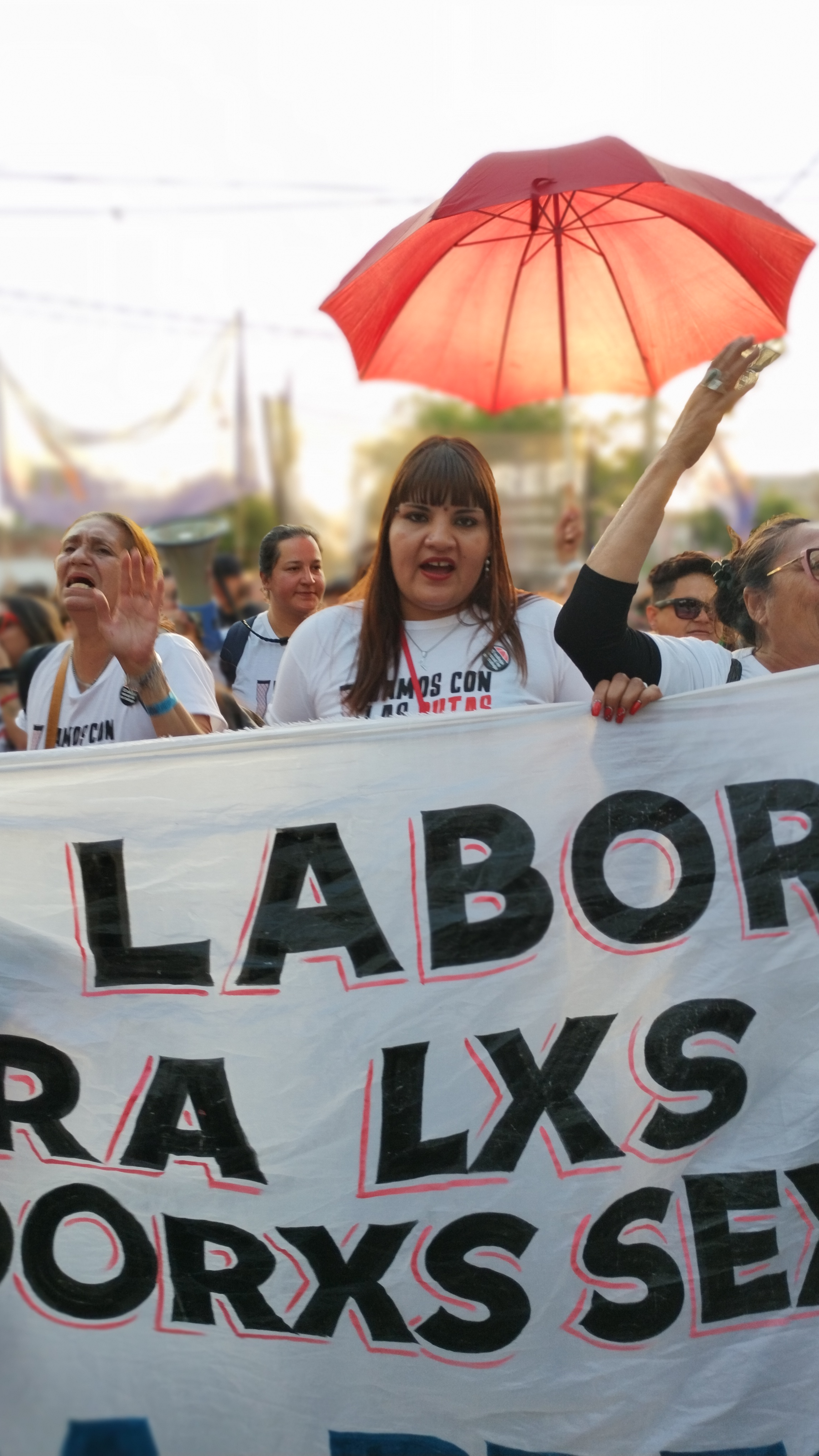
Georgina Orellano na marcha do encontro Plurinacional de San Luis

Nessa altura, Georgina e as suas colegas recorreram à AMMAR. Até então, tinha apenas participado esporadicamente nalgumas palestras que a AMMAR dava na sua zona de trabalho. Foi numa destas palestras que Georgina e as suas colegas expuseram o seu problema às voluntárias da organização. Estas reconheceram tanto a discriminação dos vizinhos como a violência que o presidente da associação de moradores exercia como cliente, e explicaram-lhes que ninguém tinha direito de as fazer abandonar o espaço público, ou de as obrigar a deixar de trabalhar. O problema foi resolvido, e Georgina começou a trabalhar nas actividades que a AMMAR organizava na sede local da Central de Trabalhadores da Argentina, começando de forma efectiva a sua militância.
Pouco depois, no mesmo ano, houve eleições sindicais na zona em que ela trabalhava e Georgina foi eleita delegada de zona pelas suas companheiras. Foi convidada a participar no Encontro Nacional das Mulheres daquele ano no Paraná, onde teria o seu primeiro encontro com o Feminismo e se começaria a se formar no tema. No ano seguinte, em 2011, ele se tornaria, primeiro, tesoureira da filial da AMMAR da sua área e, posteriormente, no final desse ano, tesoureira nacional da associação. Tornou-se Secretária Geral da AMMAR em março de 2014, após eleições sindicais a nível nacional.

### Como Secretária Geral da AMMAR
Em outubro de 2014, já confirmada como Secretária-Geral da AMMAR, Georgina retornaria, juntamente com as suas colegas, ao Encontro Nacional de Mulheres em Salta, onde tiveram o seu próprio evento como trabalhadoras do sexo. A partir de 2015, Orellano e a AMMAR continuaram a participar anualmente nos Encontros, retomando a partir dessa data as oficinas de trabalho sexual que a organização tinha ministrado até 2010. Essas oficinas geraram polémica e provocaram confrontos com as feministas abolicionistas participantes dos Encontros. Em 2015, foi também convidada, como representante da AMMAR, para uma conferência feminista sobre trabalho sexual realizada em Barcelona.
No dia 2 de junho de 2017, Georgina organizou com as suas colegas o primeiro Encontro Nacional da AMMAR no Hotel BAUEN em Buenos Aires.  No final desse ano, viajou para Barcelona, Madrid, Amsterdão e Paris, com o objetivo de intercâmbio de experiências sindicais e feministas com outros grupos de trabalhadoras do sexo e suas aliadas. 
No início de 2020, Georgina fez parte de uma polémica que envolveu Jimena Barón. A cantora tinnha acabado de lançar o single Puta, que foi divulgado através de uma campanha de marketing com cartazes da própria Jimena, seminua, ao lado de um número de telefone. Esses cartazes geraram muita polémica, pois eram semelhantes aos usados por trabalhadoras do sexo reais (e repudiados socialmente por estarem associados ao tráfico de pessoas). Barón entrou em contato com a AMMAR devido às críticas, e posteriormente encontrou-se com Georgina, publicando nas redes sociais fotos das duas a posar juntas. Georgina denunciou posteriormente nas redes sociais o factior de ter recebido ameaças e insultos após o seu encontro com Jimena.
Mais tarde, no mesmo ano, Georgina foi bastante crítica do Ministério do Desenvolvimento Social, por ter revertido a criação de um registo de trabalhadoras da economia informal, que incluía uma categoria para trabalhadores de sexo. Essa categoria ficou activa durante um fim de semana e, nesse período, segundo Georgina, cerca de 800 trabalhadoras de sexo foram registadas. O formulário referente às trabalhadoras de sexo seria anulado horas depois da divulgação da notícia pela própria Georgina, na sequência da pressão gerada por Gustavo Vera, chefe do Comité Executivo de Combate ao Tráfico. Georgina considerou que a situação foi resolvida de forma "muito violenta", com um "homem a ligar para outro sem consultar o grupo".  Posteriormente, Georgina e a AMMAR pediram explicações por carta ao ministro do Desenvolvimento Social, Daniel Arroyo, e organizaram uma recolha de assinaturas de personalidades e pessoas de relevo feministas e LGBT a exigir o regresso da categoria.  A categoria das trabalhadoras de sexo não foi restaurada, mas Arroyo e a Ministra da Mulher, Elizabeth Gómez Alcorta, reuniram-se com Georgina e comprometeram-se a trabalhar numa agenda comum que tivesse em consideração as trabalhadoras de sexo.
No contexto da pandemia, Georgina também criticou a extrema precariedade das trabalhadoras do sexo devido às medidas anti-COVID, enfatizou a necessidade de uma resposta colectiva dos trabalhadores e organizou, juntamente com o resto da AMMAR, refeitórios sociais para ajudar as trabalhadoras de sexo vulneráveis. 
Desde que foi eleita Secretária Geral da AMMAR, Georgina ganhou grande visibilidade mediática, tendo falado em numerosos meios de comunicação social e expondo as suas opiniões favoráveis sobre a descriminalização do trabalho sexual. Entre outros, foi entrevistada pelo jornal Clarín, pela Página/12, pela Infobae, pela France24, pelo El Salto  e pela revista Marie Claire. As suas declarações também foram referenciadas em meios de comunicação como La Nación, El País, revista Vice,  ou a agência EFE. Também tem escrito para revistas como Viento Sur ou Anfibia, tendo também uma própria TED Talk.

## Posições políticas
Georgina define-se como uma “prostituta feminista e peronista”. Juntamente com a AMMAR, tem trabalhado para a descriminalização do trabalho sexual (definindo isto como a maior conquista que podem alcançar), eliminar todas as sanções penais para a prática da prostituição para maiores de 18 anos, retirar o trabalho sexual do Direito Penal e inseri-lo no Direito do trabalho da Argentina e incluir a categoria de profissionais do sexo na monotributação que permite a diferentes sindicatos o acesso à segurança social e à reforma. A sua premissa é que as penas vigentes no país e no resto do mundo criminalizam os trabalhadores de sexo e os expõem à violência institucional e policial.
Georgina Orellano posiciona-se claramente contra os abusos do poder policial contra as trabalhadoras do sexo, e é muito crítica do feminismo radical abolicionista. Associou feministas abolicionistas e transexcludentes a personalidades não feministas, expondo as suas alianças. Entre essas pessoas, Georgina inclui políticos conservadores, como Bolsonaro, Trump, ou Macri, as igrejas católica e evangélica, e o Departamento de Estado dos EUA, dos quais receberiam financiamento.
Georgina acredita que o debate, dentro do feminismo, entre regulamentação versus abolicionismo, não pode ser resolvido nos termos atuais. Portanto, clama pela criação de uma nova corrente feminista integradora que supere a discussão. Esta corrente teria como sujeito político protagonista as trabalhadoras do sexo, as vítimas de tráfico, e as pessoas trans e travestis, deixando para um papel secundário do debate as pessoas que não estão envolvidas diretamente na prostituição. Implicaria, portanto, o reconhecimento do trabalho sexual como uma opção legítima e com direitos, ao mesmo tempo que exigiria que o Estado desenvolvesse políticas públicas de reintegração laboral para aquelas pessoas que queiram outra alternativa.
Georgina também é muito crítica em relação aos regulamentos, leis e portarias aprovadas na Argentina nos últimos anos para combater o tráfico de pessoas. Denuncia que estas medidas confundem deliberadamente a prostituição com o tráfico e que tornaram muito mais precária e clandestina a vida das prostitutas argentinas. Argumenta que as vozes das trabalhadoras do sexo não foram ouvidas, e que não fizeram parte das mesas de discussão para a elaboração de nenhuma desta legislação. Considera a Argentina, mais do que um país abolicionista, um país punitivista.

## Vida pessoal
Georgina Orellano tem um filho, nascido em 2007, fruto de uma relação de vários anos com um cliente por quem se apaixonou. Ela é bissexual e em 2021 namorava uma funcionária do Ministério Público da Defesa.
Georgina teve que sair do armário para familiares e amigos, tanto como profissional do sexo quanto como bissexual (assumindo-se também, neste último caso, perante os seus colegas de sindicato). Ela relatou publicamente a dificuldade implícita em ambos os processos.

## Obras

### Não-ficção
- Puta feminista. Histórias de uma trabalhadora sexual (tradução de Helena Pitta). Orfeu Negro, 2023.[37] ISBN 9789899071803